# Reacció del caçador
La reacció del caçador o resposta del caçador és un procés en el qual s'alterna la vasoconstricció i la vasodilatació de les extremitats quan estan exposades al fred. També s'utilitza el terme reacció de Lewis, nom que rep per Thomas Lewis, qui va descriure l'efecte per primera vegada el 1930.
En primer lloc, ocorre la vasoconstricció, amb la finalitat de reduir la pèrdua de calor, però açò també té la conseqüència de reduir encara més la temperatura de les extremitats. Aproximadament de cinc a deu minuts després de l'inici de l'exposició al fred, els vasos sanguinis de les extremitats es vasodilaten de sobte. Això probablement és causat, en resposta al fred local, per una disminució sobtada de l'alliberament de neurotransmissors per part dels nervis simpàtics a la capa muscular llisa dels vasos arteriovenosos anastomosats. Aquesta vasodilatació induïda pel fred augmenta el flux sanguini i, posteriorment, la temperatura dels dits. Una nova fase de vasoconstricció segueix la vasodilatació, després de la qual el procés es repeteix.
La reacció del caçador és una de les quatre possibles respostes a la immersió dels dits en aigua freda. Les altres respostes observades després de la immersió dels dits en aigua freda són: un estat continuat de vasoconstricció, un lent i gradual reescalfament continuat dels vasos, i l'inici del manteniment constant del diàmetre dels vasos sanguinis després d'una fase inicial de vasoconstricció. Tanmateix, la gran majoria de tipus de respostes vasculars a la immersió dels dits en aigua freda es poden classificar com a tipus de reaccions del caçador.
Hi ha molts factors que influeixen en la intensitat de la resposta. Les persones que viuen o treballen a ambients freds mostren una resposta major. A causa de l'aclimatació els habitants del tròpic poden desenvolupar una resposta al fred tan gran com la resposta dels habitants de l'Àrtida. El paper dels factors genètics no és clar perquè és difícil diferenciar entre adaptació evolutiva i aclimatació.
El 2005 es va suggerir que l'aclimatació al fred redueix la reacció del caçador, es va suggerir que l'aclimatació al fred no millora ni la temperatura de la mà ni la funció muscular, però que sí que pot posar les mans en un major risc de lesions quan s'exposen al fred.